# Ferdinand Vrba
Ferdinand Vrba (27. června 1922, Bratislava – 8. listopadu 1991, Vídeň) byl československý tenista a tenisový trenér.

## Osobní život
Již v sedmnácti letech, kdy hrál za klub Železničiar Bratislava, se probojoval do finále Mistrovství Slovenska ve dvouhře. O rok později, v roce 1941 již získal první mistrovský titul Slovenska, přeborníkem se stal ještě roku 1942 ve dvouhře a v letech 1942, 1950, 1955 ve čtyřhře. Během druhé světové války reprezentoval Slovenský stát v mezinárodních zápasech proti Maďarsku a Chorvatsku. Po obnovení země v roce 1945 nastoupil dvakrát za československý tým v Davisově poháru, a to v letech 1947 a 1948. Odehrál 4 zápasy ve dvouhře s bilancí 3 výhry a 1 porážka.
Vynikal zejména dobrým přímo hraným forhendovým úderem, kterým vyvíjel nátlakovou hru.
Po ukončení hráčské kariéry působil jako trenér nejdříve na Slovensku a v druhé polovině 60. let odešel do Rakouska, kde žil až do své smrti v roce 1991. Je členem Tenisové síně slávy Slovenska.